# Michał Bielczyk
Michał Bielczyk (né le 5 juin 1984) est un athlète polonais, spécialiste du sprint et du relais. Il mesure 1,81 m pour 71 kg. Son club est l'AZS-AWF Warszawa.

## Meilleures performances
- 60 m en salle : 6 s 73 3e Varsovie 18 février 2006
- 100 m : 10 s 37 +1,4 	1er NC-j	Cracovie 27 août 2005
- 200 m : 21 s 27 +0,4 	1er 	Varsovie	15 juillet 2006

## Palmarès

### Championnats du monde d'athlétisme
- Championnats du monde d'athlétisme de 2007 à Osaka ( Japon)
  - abandon en finale du relais 4 × 100 m